# Фабрици, Казимир
Казимир Фабрици (пол. Kazimierz Fabrycy) (3 марта 1888, Одесса — 18 июля 1958, Лондон) — польский военачальник, генерал дивизии, в годы Второй мировой войны командующий армией «Карпаты».

## Биография
Родился в семье шляхтичей герба Пеликан. По окончании гимназии в Немирове проходил срочную службу в Русской императорской армии в звании подпрапорщика. Получил инженерное образование во Львовской политехнике.
В августе 1914 года вступил в Польские легионы, где был командиром роты 1-го полка, офицером штаба, командиром батальона 2-го и 3-го полка. С 21 апреля 1918 года служил комендантом Демблина в Польских вооруженных силах. 1 ноября вступил в Войско Польское, где принял командование 4-м пехотным полком. В декабре переведён в 34-й пехотный полк. 18 января 1919 года назначен заместителем инспектора пехотной школы. С 25 июля начальник штаба Познанского генерального округа.
Во время Советско-польской войны командовал 31-й, 20-й и 22-й бригадами, а с 21 октября 1921 года — 3-й пехотной дивизией в Замостье.
20 августа 1926 года назначен 2-м, а с 3 августа 1931 — 1-м заместителем военного министра. С 1934 года был инспектором армии со штабом во Львове.
11 июля 1939 года назначен командиром армии «Карпаты». Во время Сентябрьской кампании сражался с немецкими и словацкими войсками. 11 сентября армия «Карпаты» была объединена с армией «Краков» в армию «Малопольша». Фабрици был назначен командиром объединения, но отказался принять командование и уехал во Львов.
18 сентября перешел границу с Румынией. Остальную войну провел на Ближнем Востоке. После войны остался в Великобритании.